# Ubah Ali
Ubah Ali és activista social i feminista de Somalilàndia, un país no reconegut internacionalment.
Es va graduar a l'escola Abaarso 2015, la Miss Hall del 2016, i actualment fa la seva llicenciatura en Política i Drets Humans a la Universitat Americana de Beirut.
L'any 2015, quan tenia 18 anys, Ali va iniciar la seva pròpia organització anomenada Rajo: Hope for Somaliland Community, que educa els orfes i els estudiants somilegis sense privilegis. Del 2012 al 2015, va ser tutora del Centre d'orfenat d'Hargeisa. La seva dedicació i el seu treball van inspirar els orfes a aprendre malgrat els problemes diaris als quals s’enfronten. Alguns dels orfes de qui va ser professora estudien escoles als Estats Units.
Després de graduar-se a la universitat, es compromet a tornar a casa i reconstruir el seu país. Ali i el seu equip van formar part dels acadèmics de la Fundació MasterCard que van guanyar el Projecte de Resolució 2018-2019 i el seu objectiu és erradicar totes les formes de mutilació genital femenina (MGF) a les comunitats de Somalilàndia.
L'any 2020, Ubah Ali va formar part de la llista de les 100 dones més influents d'arreu del món de la BBC.